# Càrcer
Càrcer là một đô thị ở comarca Ribera Alta cộng đồng Valencia, Tây Ban Nha. Đô thị này có diện tích 7,41 km², dân số thời điểm năm 2006 là 2030 người.